# Zettai Shoujo Seiiki Amnesian
Zettai Shoujo Seiiki Amnesian (яп. 絶対少女聖域アムネシアン) — манга авторства группы Kaishaku, являющаяся альтернативной историей манги «Kannazuki no Miko», относящейся к жанру сёдзё-ай и целиком посвящённой романтическим отношениям между двумя девушками. Публиковалась в журнале Young Ace. Издана в четырёх томах компанией Kadokawa Shoten.

## Сюжет
Священнослужительница Химико мирная, но одинокая девушка потерявшая с детства своих родителей и любимую старшую сестру. Однажды она находит девушку повешенной в церкви, раненой мечом, похожую на мёртвую сестру Химико, которая всё еще жива и называет имя Химэко. В больнице девушка называет ей своё имя, Тиканэ. С того момента на Химэко начинает охотиться группа людей которые хотят получить «Крик Дракона», скрытый в теле Химико. Тиканэ клянется защитить её.

## Персонажи
- Химико Хиномэя (яп. 日之宮 媛子 Хиномэя Химико) — молодая священница потерявшая с детства своих родителей и старшую сестру Тику. В начале историй она находит раненую Тиканэ, которая напомнила Химико её сестру. С этого момента на неё охотиться таинственная организация, которая хочет получить «Крик Дракона», который запечатали в теле Химико её родители. На протяжении историй Тиканэ защищает Химико, и они влюбляются друг в друга. Позже выясняется, что она — реинкарнация Химэко Курусугавы (яп. 来栖川 姫子 Курусугава Химэко).
- Тиканэ Кодзуки (яп. 皇月 千華音 Кодзуки Тиканэ) — девушка, спасшаяся Химико, когда та была раненной. С самого начала она влюбляется в Химико. После первой победы над нападавшими Тиканэ клянётся защитить Химико ценой своей жизни. Позже выясняется, что она реинкарнация Тиканэ Химэмия (яп. 姫宮千歌音 Химэмия Таканэ).

## Манга
| №                                                             | Дата публикации                                               | ISBN                         |
| ------------------------------------------------------------- | ------------------------------------------------------------- | ---------------------------- |
| 1                                                             | 1 мая 2010 г.                                                 | ISBN 978-4-04-715448-3       |
| Название тома - Спасение девушки                              | Название тома - Спасение девушки                              | Персонаж на обложке - Тиканэ |
| 2                                                             | 4 августа 2010 г.                                             | ISBN 978-4-04-715493-3       |
| Название тома - Новая легенда, девушка нового тысячелетия!    | Название тома - Новая легенда, девушка нового тысячелетия!    | Персонаж на обложке - Химико |
| 3                                                             | 26 января 2011 г.                                             | ISBN 978-4-04-715602-9       |
| Название тома - Легендарная битва девушек                     | Название тома - Легендарная битва девушек                     | Персонаж на обложке - Химико |
| 4                                                             | 3 сентября 2011 г.                                            | ISBN 978-4-04-715688-3       |
| Название тома - Романтическая битва девушек! Бесконечный хаос | Название тома - Романтическая битва девушек! Бесконечный хаос | Персонаж на обложке - Тиканэ |

### Рецензии
- Рецензия первого тома манги на сайте Okazu.yuricon (англ.)
- Рецензия второго тома манги на сайте Okazu.yuricon (англ.)